# Mimoclystia toxeres
Mimoclystia toxeres es una especie de polilla de la familia Geometridae, descrita por primera vez por David Stephen Fletcher en 1978, con distribución en Tanzania.